# Sphinx Island
Sphinx Island (in Argentinien und Chile gleichbedeutend Isla Esfinge) ist eine 3 km lange und 1,5 km breite Insel vor der Graham-Küste des Grahamlands auf der Antarktischen Halbinsel. Sie liegt in der Einfahrt zur Barilari-Bucht. Besonderes Kennzeichen der Insel ist ein blanker und quaderförmiger Felsgipfel.
Teilnehmer der British Graham Land Expedition (1934–1937) unter der Leitung des australischen Polarforschers John Rymill entdeckten und benannten sie nach ihrer Form, die an eine ägyptische Sphinx erinnert.